# Rafoxanide
Rafoxanide (INN) is een antiparasitair diergeneeskundig middel dat toegepast wordt bij grazende dieren (runderen, paarden, geiten en schapen) tegen endoparasieten. De ATCvet-code is QP52AG05.
Rafoxanide werd in de jaren '70 op de markt gebracht door Merck & Co. Het is inmiddels grotendeels vervangen door nieuwe, meer effectieve middelen, maar in sommige landen zoals India en China wordt het nog geproduceerd als generiek geneesmiddel.

## Toepassingen
Het is een anthelminthicum dat werkzaam is tegen de parasitaire platwormen leverbot (Fasciola hepatica) en Fasciola gigantica, en tegen sommige rondwormen in het maag-darmkanaal (soorten uit de geslachten Haemonchus, Bunostomum, Oesophagostomum en Gaigeria). Het kan ook gebruikt worden tegen de schapenhorzel (Oestrus ovis). Het wordt oraal toegediend of met een injectie.
Rafoxanide is een gehalogeneerd salicylanilide. Niclosamide en closantel zijn twee andere salicylaniliden die gebruikt worden als anthelminthicum.